# Europeiskt politiskt parti

Europeiska flaggan

Ett europeiskt politiskt parti, formellt politiskt parti på europeisk nivå, är ett parti som verkar inom europeiska internationella organisationer, såsom Europeiska unionen och Europarådet. De består vanligtvis av flera nationella partier från olika europeiska länder. Ett parti kan erhålla status som europeiskt parti av EU, vilket innebär ekonomiskt bidrag.
I Europaparlamentet bildar de europeiska partierna partigrupper. En politisk grupp kan bestå av ett eller flera europeiska partier. Till skillnad från de europeiska partierna, verkar partigrupperna endast inom parlamentet.

## Historia
Regelverket kring europeiska partier har förändrats sedan början av 1990-talet, då det för första gången blev möjligt att erhålla statusen som ett europeiskt parti.

### Maastrichtfördraget
Maastrichtfördraget införde en artikel 138a (senare omnumrerad till artikel 191) i Romfördraget om europeiska partier. Artikeln fastslår att europeiska partier är viktiga för den europeiska integrationen, men det fastslås inget detaljerat regelverk för sådana partier.
| ”                                                      | Politiska partier på europeisk nivå är viktiga som en integrationsfaktor inom unionen. De bidrar till att skapa ett europeiskt medvetande och till att uttrycka unionsmedborgarnas politiska vilja. | „ |
| – Artikel 138a, som infördes genom Maastrichtfördraget | |   |

### Amsterdamfördraget och Nicefördraget
Ett par år senare, 1997, ändrade Amsterdamfördraget artikeln som Maastrichtfördraget hade införlivat i Romfördraget. Artikeländringen innebar att det bland annat fastslogs vem som skulle betala olika typer av utgifter för de europeiska partierna. Det innebar också att de europeiska partierna kunde erhålla ekonomiskt stöd från EU. Det medförde att vissa europeiska partier började att finansiera de nationella partiernas verksamhet, något som inte var avsikten från EU:s sida.
Nicefördraget införde ett andra stycke i artikel 191 (tidigare 138a) i Romfördraget.
| ”                                                                 | Rådet skall i enlighet med förfarandet i artikel 251 fastställa regler för politiska partier på europeisk nivå och särskilt bestämmelser om deras finansiering. | „ |
| – Andra stycket i artikel 191, som infördes genom i Nicefördraget | |   |

Hänvisningen till artikel 251 innebar att beslutet skulle tas genom medbeslutande med Europaparlamentet. Regelverket kring europeiska partier skulle alltså antas av rådet och parlamentet tillsammans.

### Förändringar sedan Nicefördraget

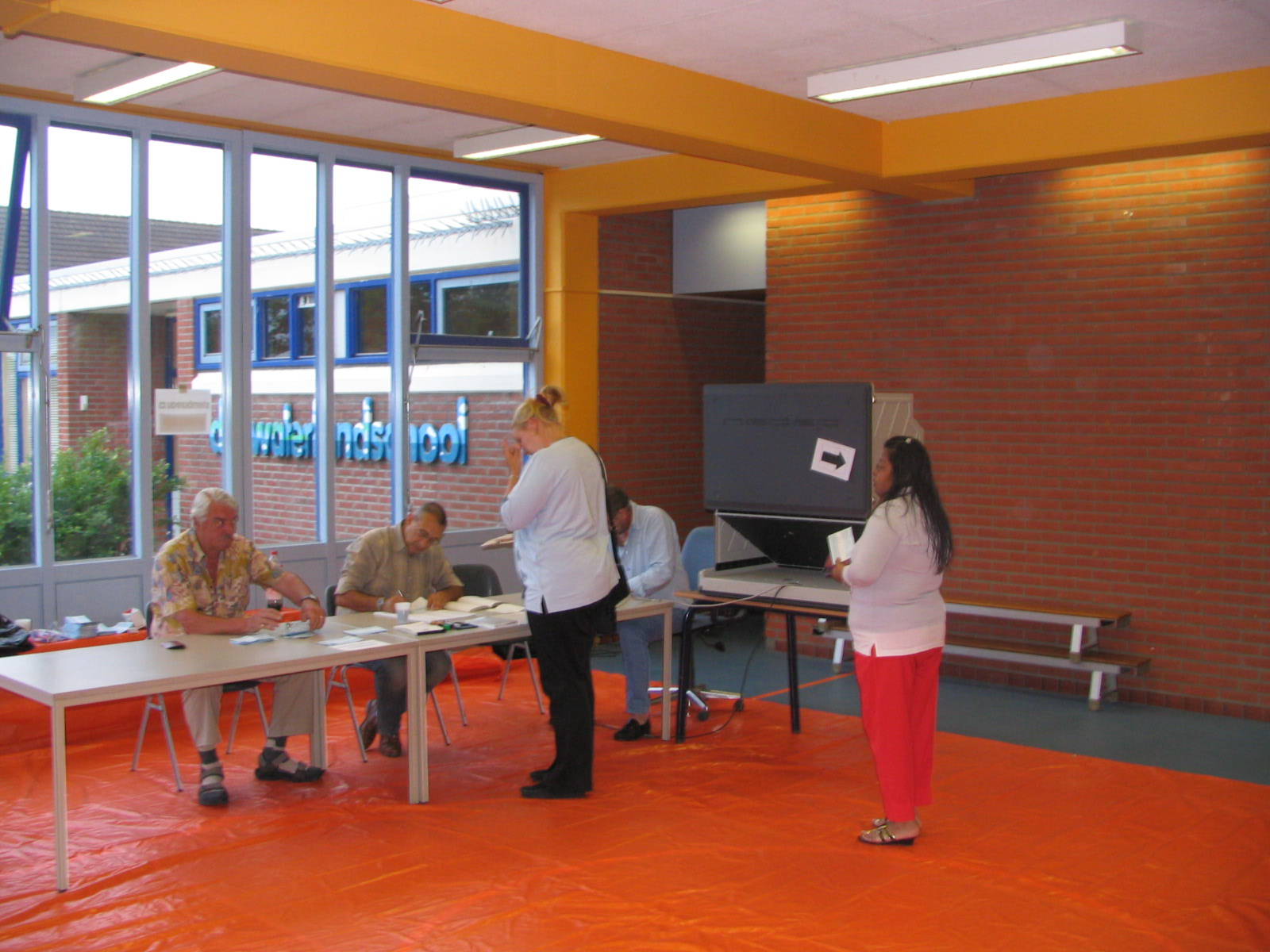
Ett europeiskt parti måste ha som avsikt att delta i EU-valen.

Följaktligen har rådet och parlamentet utfärdat två förordningar om europeiska partier. I "Europaparlamentets och rådets förordning (EG) nr 2004/2003 av den 4 november 2003 om regler för och finansiering av politiska partier på europeisk nivå" fastställs vad ett europeiskt parti egentligen är och att det inte får användas för att finansiera de nationella partiernas verksamhet, varken direkt eller indirekt.
Bestämmelserna i denna förordning har sedan dess förändrats genom flera andra beslut, däribland beslut från Europaparlamentets presidium den 29 mars 2004 och en ny förordning den 18 december 2007. Dessa justeringar medförde en uppstramning av förfarandena och finansieringen kring de europeiska partierna. Möjligheten att bilda europeiska stiftelser infördes också genom rådets och parlamentets förordning.
Ett europeiskt parti måste vara registrerat som en juridisk person i ett av Europeiska unionens medlemsstater. Dessutom måste det respektera grundläggande värden, såsom demokrati, frihet och mänskliga rättigheter liksom ha deltagit, eller åtminstone uttryckt sin avsikt att delta, i val till Europaparlamentet.

### Förändringar genom Lissabonfördraget
Genom Lissabonfördraget infördes följande bestämmelse angående europeiska partier:
| ”                                                                     | De politiska partierna på europeisk nivå ska bidra till att skapa ett europeiskt politiskt medvetande och till att uttrycka unionsmedborgarnas vilja. | „ |
| – Artikel 10.4 i EU-fördraget efter Lissabonfördragets ikraftträdande | |   |

Ett nytt förslag till förordning om europeiska partier är under utarbetning och väntas stärka de europeiska partiernas roll, bland annat genom att införa en egen rättslig status för dem, istället för att de ska vara registrerad som en vanlig organisation i någon av medlemsstaterna. Sedan 2011 är det också möjligt för enskilda personer att vara individuella medlemmar i vissa av de europeiska partierna.

### 2014 års förordning
Den 22 oktober 2014 antogs en ny förordning om europeiska partier av Europaparlamentet och Europeiska unionens råd. Den nya förordningen ger bland annat europeiska partier en europeisk rättslig status, istället för att som tidigare ha lytt under en enskild medlemsstats bestämmelser (där partiet har haft sitt säte). Förordningen innehåller också nya bestämmelser som villkor och kontroll för att europeiska partier ska få bidrag från Europaparlamentet. Den 1 september 2016 inrättades ett nytt organ för att ansvara för de nya bestämmelserna. Förordningen i sin helhet började tillämpas den 1 januari 2017.

### Nya reformer
I november 2021 föreslog Europeiska kommissionen en omarbetad förordning om regelverket för europeiska politiska partier och stiftelser. Förslaget måste godkännas av Europaparlamentet och Europeiska unionens råd innan det kan träda i kraft.

## Struktur
Alla europeiska partier är i stora drag uppbyggda på samma sätt. En kongress utgör det högsta beslutande organet i partiet och beslutar över frågor som rör exempelvis riktlinjerna för politiken. Hur ofta kongressen sammanträder bestämmer varje parti. Kongressen utser också ett råd för partiet, som ansvarar för arbetet mellan kongressens sammanträden. Rådet beslutar exempelvis över medlemskapsansökningar och om vilken politik partiet ska föra. En kommitté eller ett presidium, där bland annat partiets partiledare ingår, ansvarar för partiets dagliga arbete. Till sin hjälp har partiledningen ett sekretariat, som ansvarar för det administrativa arbetet.
De europeiska partierna samarbetar också med en rad associerade organisationer. Av dessa organisationer är partiets partigrupper i Europaparlamentet den viktigaste. Partigruppen är en sammanslutning bestående av Europaparlamentariker som tillhör partiet och har ett eget sekretariat. Flera av de europeiska partierna har också egna ungdomsförbund. Dessa är i sin tur paraplyorganisationer för ungdomsförbunden till de partier som ingår i det europeiska partiet.

## Krav och privilegier

Partitillhörighet för respektive lands rådsmedlem i Europeiska rådet.

För att ett parti ska kunna erhålla den officiella statusen som parti på europeisk nivå krävs att ett flertal kriterier uppfylls. Ett europeiskt parti erhåller bland annat ekonomiskt stöd för sin verksamhet.
1. Vara en juridisk person i den medlemsstat där den har sitt säte.
2. Företrädas av ledamöter i Europaparlamentet eller de nationella eller regionala parlamenten eller regionala församlingarna, i åtminstone en fjärdedel av medlemsstaterna, eller ha erhållit i åtminstone en fjärdedel av medlemsstaterna, minst tre procent av rösterna i var och en av dessa medlemsstater i de senaste valen till Europaparlamentet.
3. Respektera, i synnerhet i sitt program och i sin verksamhet, de principer på vilka Europeiska unionen grundar sig, nämligen principerna om frihet, demokrati och respekt för de mänskliga rättigheterna och de grundläggande friheterna samt rättsstatsprincipen.
4. Ha deltagit i eller uttryckt sin avsikt att delta i valen till Europaparlamentet.

För närvarande har elva partier erhållit den officiella statusen som europeiskt parti. Tre av dessa, Europeiska folkpartiet (EPP), Europeiska socialdemokratiska partiet (PES) och Alliansen liberaler och demokrater för Europa (ALDE), dominerar unionens fyra politiska institutioner.

### Partier med officiell status
|  | Partinamn                                     | Förk. | Ideologi                                          | Grundat           | Politisk grupp i Europaparlamentet                                    | Ref.   |
|  | --------------------------------------------- | ----- | ------------------------------------------------- | ----------------- | --------------------------------------------------------------------- | ------ |
|  | Europeiska folkpartiet                        | EPP   | Kristdemokrati, konservatism, liberalkonservatism | 8 juli 1976       | Europeiska folkpartiets grupp (kristdemokrater)                       | [ 11 ] |
|  | Europeiska socialdemokratiska partiet         | PES   | Socialdemokrati                                   | 9 november 1992   | Gruppen Progressiva förbundet av socialdemokrater i Europaparlamentet | [ 12 ] |
|  | Patriots.eu                                   | ID    | Högerpopulism, nationalism, euroskepticism        | 2014              | Gruppen Patrioter för Europa                                          | [ 13 ] |
|  | Europeiska konservativa och reformister       | ECR   | Konservatism, marknadsliberalism                  | 1 oktober 2009    | Gruppen Europeiska konservativa och reformister                       | [ 14 ] |
|  | Europeiska kristna politiska rörelsen         | ECPM  | Kristdemokrati, socialkonservatism                | 15 september 2005 | Gruppen Europeiska konservativa och reformister                       | [ 15 ] |
|  | Alliansen liberaler och demokrater för Europa | ALDE  | Liberalism, socialliberalism, federalism          | 26 mars 1976      | Gruppen Renew Europe                                                  | [ 16 ] |
|  | Europeiska demokratiska partiet               | EDP   | Politisk mitt, socialliberalism                   | 9 december 2004   | Gruppen Renew Europe                                                  | [ 17 ] |
|  | Europeiska gröna partiet                      | EGP   | Grön ideologi                                     | 21 februari 2004  | Gruppen De gröna/Europeiska fria alliansen                            | [ 18 ] |
|  | Europeiska fria alliansen                     | EFA   | Regionalism                                       | 9 juli 1981       | Gruppen De gröna/Europeiska fria alliansen                            | [ 19 ] |
|  | Europeiska vänsterpartiet                     | EV    | Socialism, eurokommunism, grön ideologi           | 8 maj 2004        | Gruppen Europeiska enade vänstern/Nordisk grön vänster                | [ 20 ] |
|  | Europa av suveräna nationer                   | ESN   | Nationalism                                       | 30 september 2024 | Gruppen Europa av suveräna nationer                                   | [ 21 ] |